# Хоселу
Хосе́ Луї́с Мáто Санмарті́н (ісп. José Luís Mato Sanmartín), відоміший як Хоселу (ісп. Joselu); нар. 27 березня 1990, Штутгарт, Німеччина) — іспанський футболіст, який захищає кольори іспанського клубу «Реал Мадрид» на правах оренди.
Вихованець «Сельти». Пройшов через всі молодіжні команди клубу із Віго, але зіграв лише два матчі за «Сельту» у сезоні 2008/09. Влітку 2009 року гравець перейшов у «Реал Мадрид», але наступного сезону він провів на правах оренди у своїй колишній команді. У сезоні 2010/11 Хоселу був найкращим бомбардиром «Реалу Мадрид Кастільї», а 21 травня 2011 року дебютував за «Реал» у матчі з «Альмерією», забивши гол. У тому матчі «Альмерія» була розгромленою з рахунком 8:1.
Із сезону 2012/13 упродовж трьох років провів у німецькій Бундеслізі, причому за три різні клуби: «Гоффенгайм 1899», «Айнтрахт» (Франкфурт) та «Ганновер 96». За цей час провів 79 матчів, у яких забив 22 м'ячі. У червні 2015 року був проданий за £5,75 млн до клубу англійської Прем'єр-ліги «Сток Сіті». У 2017 році він перейшов у «Ньюкасл Юнайтед» за £5 млн, де він провів два сезони, перш ніж перейти до «Алавеса». З 2022 року грав за «Еспаньйол», а потім приєднався до «Реала» на правах оренди на сезон 2023/24.

## Клубна кар'єра

### Ранні роки
Хоселу народився в Штутгарті, Західна Німеччина, і чотири роки навчався в цій країні, перш ніж його сім'я повернулася до Галісії, Іспанія.

### «Сельта» (Віго)

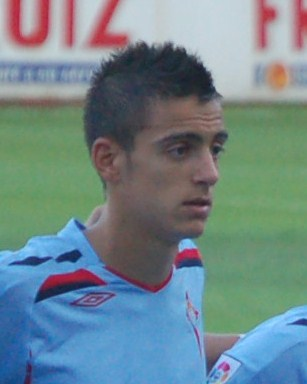
Хоселу у складі «Сельти». 2009 рік.

Хоселу зіграв свої два перші матчі на дорослому рівні за місцеву «Сельту» у другому дивізіоні наприкінці сезону 2008/09 років. З 18 років, приблизно в той же час, коли він дебютував в основному складі, виступав за резервну команду у Сегунді Б.
Наприкінці літа 2009 року Хоселу був придбаний мадридським «Реалом», але залишився у «Сельті» ще на сезон в оренді. Він регулярно грав за команду, але забив лише чотири голи, а команда фінішувала на 12-му місці у Сегунді.

### «Реал Мадрид»

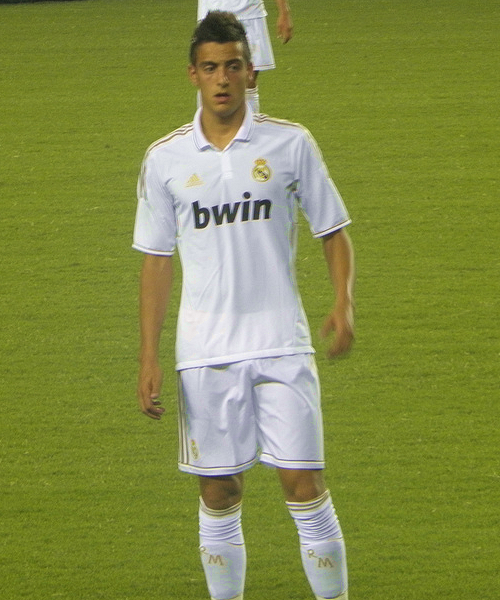
Хоселу у складі «Реалу Мадрид». 2011 рік.

Хоселу був найкращим бомбардиром резервної команди «Реал Мадрид Кастілья» в сезоні Сегунди Б 2010/11 разом з Альваро Моратою, але команда не змогла виграти плей-оф за вихід до Сегунди.
21 травня 2011 року Хоселу дебютував за основний склад у Ла Лізі, вийшовши на заміну замість Каріма Бензема на останні десять хвилин домашнього матчу проти «Альмерії». У цій же грі Хоселу після навісу Кріштіану Роналду, зробивши рахунок 8:1 на користь господарів.
20 грудня 2011 року під час другого офіційного матчу за основний склад Хоселу замінив Бензема на 77-й хвилині домашнього матчу проти «Понферрадіни» (5:1) на Кубок Іспанії. У цьому матчі Хоселу теж забив гол, зробивши рахунок 4:1.
У своєму другому сезоні за «Кастілью» Хоселу став важливою атакуючою одиницею для тренера Альберто Торіля, і забив 26 голів (19 у регулярному сезоні та 7 у плей-оф), що зробило його найкращим бомбардиром змагань, а його команда вийшла до Сегунди. Згодом він привернув увагу кількох європейських клубів.
У 2015 році Хоселу сказав, що не шкодує про час, проведений у «Реалі», незважаючи на обмежені можливості в першій команді, завдяки досвіду тренувань із гравцями та тренером Жозе Моурінью.

### Виступи у Німеччині
8 серпня 2012 року Хоселу підписав чотирирічний контракт з німецьким «Гоффенгаймом» за нерозголошену суму. Він дебютував у Бундеслізі 16 вересня, відігравши 30 хвилин у виїзній грі проти «Фрайбурга» (3:5) і забив свій перший гол за свій новий клуб через десять днів, зробивши внесок у перемогу над «Штутгартом» (3:0), а згодом відзначився дублем у грі проти «Гройтер Фюрта» 19 жовтня 2012 року. Загалом він зіграв 25 ігор за «Гоффенгайм», забив п'ять голів і допоміг команді посісти 16-е місце та зберегти прописку в еліті.
Наприкінці свого першого сезону за «Гоффенгайм» Хоселу зізнався, що йому було важко адаптуватися до нового оточення, і був відданий в оренду іншій команді з Бундесліги, «Айнтрахту» (Франкфурту), на сезон 2013/14. Він відновив свою форму під керівництвом тренера «Франкфурта» Арміна Фе, забивши 14 голів у 33 матчах, а клуб фінішував на 13-му місці та вийшов у плей-оф Ліги Європи УЄФА.
9 червня 2014 року Хоселу приєднався до «Ганновера 96» за 5 млн євро, уклавши 4-річний контракт. У свій єдиний сезон там він провів 32 матчі і забив 10 голів.

### «Сток Сіті»
16 червня 2015 року Хоселу приєднався до англійського «Сток Сіті», який заплатив за гравця £5,75 млн., таким чином здійснивши мрію всього життя грати у вищому дивізіоні Англії. Він дебютував у Прем'єр-лізі 15 серпня на виїзді у матчі з «Тоттенхем Готспур», вийшовши на заміну на 59-й хвилині замість Джонатана Волтерса. Іспанець заробив пенальті, коли на ньому сфолив Тобі Алдервейрелд, і цей одинадцятиметровий реалізував Марко Арнаутович, завдяки чому «Сток» зміг звести гру внічию 2:2. 28 грудня, вийшовши на поле замість свого співвітчизника Бояна Кркіча, Хоселу забив свій перший гол за «гончарів» у переможному матчі проти «Евертона» (4:3). Загалом він провів 27 матчів за «Сток» у сезоні 2015/16 роках, забивши чотири голи, а команда Марка Г'юза фінішувала на дев'ятій позиції.
31 серпня 2016 року Хоселу повернувся до Галісії і приєднався до «Депортіво» на правах оренди на сезон. Він забив свої перші голи за команду 10 грудня, вийшовши на заміну, але його команда програла «Реалу» 2:3. Загалом Хоселу забив шість голів у 24 матчах за «Депортіво» до завершення сезону.

### «Ньюкасл Юнайтед»
16 серпня 2017 року Хоселу приєднався за £5 млн до клубу англійської Прем'єр-ліги «Ньюкасл Юнайтед», уклавши трирічну угоду. Він дебютував через чотири дні, вийшовши на заміну на 52-й хвилині замість Двайта Гейла в матчі проти «Гаддерсфілда» (0:1), і забив свій перший гол за клуб 26 серпня у домашній перемозі з «Вест Гем Юнайтед» (3:0).. Форма Хоселу була нестабільною, а «Ньюкасл» провалився в чемпіонаті, але він став найкращим бомбардиром у січні, коли він забив у грі проти «Суонсі Сіті» (1:1), хоча він також відбив свій пенальті Ніком Поуп унічию 1–1 проти Бернлі . У підсумку він закінчив сезон як третій за кількістю бомбардирів після Гейла та Айозе Переса .
У наступному сезоні 2018/19 Хоселу став лише четвертим нападником після Переса та нових підписань Саломона Рондона та Йосінорі Муто. В результаті іспанець забив лише два голи в чемпіонаті за весь сезон, обидва в серпні під час програних матчів з «Тоттенгемом Готспур» і «Челсі». Його останнім голом за клуб став м'яч у матчі третього раунду Кубка Англії проти «Блекберн Роверз» 15 січня 2019 року. Загалом Хоселу провів за «сорок» 52 гри в усіх турнірах і забив 7 голів.

### «Алавес»
15 липня 2019 року Хоселу повернувся в Ла Лігу, приєднавшись до «Алавеса», з який уклав трирічний контракт. Офіційно сума трансферу не була вказана, але як повідомляється, становила близько 2,5 мільйона фунтів стерлінгів. Під час свого дебютного матчу 18 серпня він забив єдиний гол удома проти «Леванте», а 24 листопада він забив обидва голи за останні шість хвилин у гостях проти баскського клубу «Ейбар». У сезоні 2020/21 років він забивав вдома та на виїзді проти «Реала», включно з перемогою з рахунком 2:1 на стадіоні «Сантьяго Бернабеу» 28 листопада, яка стала першою перемогою його клубу на цьому майданчику з травня 2000 року.
В останньому сезоні у клубі перед закінченням його контракту Хоселу став сьомим бомбардиром Ла Ліги з 14 голами в 37 іграх.

### «Еспаньйол»

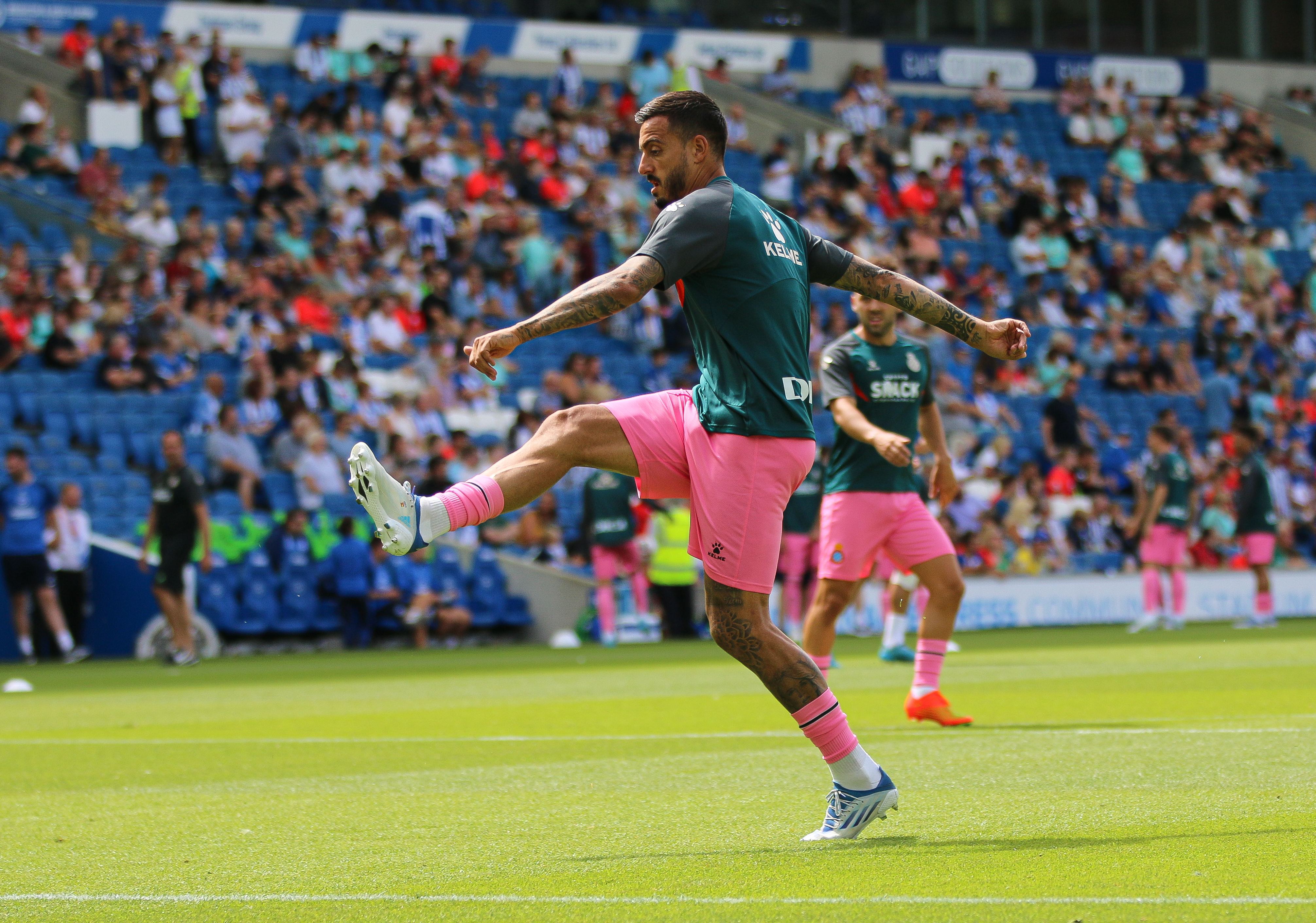
Хоселу під час виступів за «Еспаньйол». 2022 рік.

27 червня 2022 року Хоселу підписав трирічну угоду з «Еспаньйолом» на правах вільного агента. Він дебютував за клуб 13 серпня проти колишнього клубу «Сельта» (2:2), де він забив з пенальті. З 16 голами в 34 іграх каталонців, які вилетіли, він став третім найкращим бомбардиром Ла Ліги після Роберта Левандовскі з «Барселони» та Каріма Бензема з «Реала».

#### Повернення в «Реал» на правах оренди
19 червня 2023 року мадридський «Реал» оголосив про повернення Хоселу на правах оренди до 30 червня 2024 року з можливістю викупу в кінці сезону. 12 серпня 2023 року він вперше з'явився на полі після повернення, вийшовши на заміну на 80-й хвилині матчу чемпіонату проти «Атлетика Більбао», який завершився перемогою з рахунком 2:0. 2 вересня 2023 року Хоселу забив свій перший гол у сезоні в матчі проти «Хетафе», який завершився перемогою з рахунком 2:1.
20 вересня 2023 року Хоселу вперше зіграв у Лізі чемпіонів УЄФА в матчі групового етапу проти берлінського «Уніона». 29 листопада він забив свій перший гол у Лізі чемпіонів в грі з італійським «Наполі» (4:2). 12 грудня він зробив дубль у виїзній перемозі над «Уніоном» (3:2), завдяки якій «Реал» посів перше місце у своїй групі С із шістьма перемогами в шести матчах.
14 січня Хоселу виграв свій перший трофей у клубній кар'єрі, взявши участь у виграному Суперкубку Іспанії 2023/24, забивши переможний гол у півфіналі проти «Атлетіко Мадрид» і вийшовши на заміну у фіналі проти «Барселони». 8 травня 2024 року Хоселу забив два вирішальні голи наприкінці матчу проти мюнхенської «Баварії» у півфінальному матчі Ліги чемпіонів, завдяки чому його клуб виграв 2:1 і вийшов у фінал.

## Виступи за збірну
Хоселу представляв Іспанію на рівнях юнацьких команд до 19, до 20 та до 21 року, але так і не отримав виклику до першої збірної, поки йому не виповнилося майже 33 роки. У 2016 році він також виступав за неофіційну збірну Галісії.
17 березня 2023 року Хоселу отримав свій перший виклик до національної збірної Іспанії на матчі відбору на Євро-2024 проти Норвегії та Шотландії. Він вийшов із лавки запасних у матчі проти Норвегії 25 березня, що зробило його найстарішим дебютантом Іспанії з 2006 року і забив двічі за дві хвилини, допомігши Іспанії перемогти з рахунком 3:0. 15 червня 2023 року він забив переможний гол для Іспанії на 88-й хвилині, через чотири хвилини після виходу на заміну, у переможному матчі проти Італії (2:1) у півфіналі Ліги націй. У фіналі проти Хорватії він також вийшов на заміну і забив післяматчевий пенальті, допомігши команді здобути трофей.

## Стиль гри
Хоселу грає на позиції форварда, і його колишній тренер Марк Г'юз описав його як «технічно досвідченого форварда… Він хороший технічний гравець, у нього хороші здібності, і мені подобається його рух. Його зв'язкова гра дуже хороша і з я був дуже задоволений результатами, які ми зробили на тренуванні, технічно він дуже вправний, тримає своє тіло в правильному положенні».

## Статистика

### Клубна
| Клуб                          | Сезон   | Чемпіонат          | Чемпіонат | Чемпіонат | Кубок | Кубок | Кубок ліги | Кубок ліги | Міжнародні | Міжнародні | Інші | Інші  | Всього | Всього |
| Клуб                          | Сезон   | Ліга               | Ігор      | Голів     | Ігор  | Голів | Ігор       | Голів      | Ігор       | Голів      | Ігор | Голів | Ігор   | Голів  |
| ----------------------------- | ------- | ------------------ | --------- | --------- | ----- | ----- | ---------- | ---------- | ---------- | ---------- | ---- | ----- | ------ | ------ |
| Сельта Б                      | 2008–09 | Сегунда Дивізіон Б | 21        | 3         | —     | —     | —          | —          | —          | —          | —    | —     | 21     | 3      |
| Сельта                        | 2008–09 | Сегунда Дивізіон   | 2         | 0         | 0     | 0     | —          | —          | —          | —          | —    | —     | 2      | 0      |
| Сельта                        | 2009–10 | Сегунда Дивізіон   | 24        | 4         | 4     | 0     | —          | —          | —          | —          | —    | —     | 28     | 4      |
| Сельта                        | Всього  | Всього             | 26        | 4         | 4     | 0     | —          | —          | —          | —          | —    | —     | 30     | 4      |
| Реал Мадрид Кастілья          | 2010–11 | Сегунда Дивізіон Б | 34        | 14        | —     | —     | —          | —          | —          | —          | 2    | 0     | 36     | 14     |
| Реал Мадрид Кастілья          | 2011–12 | Сегунда Дивізіон Б | 33        | 19        | —     | —     | —          | —          | —          | —          | 4    | 7     | 37     | 26     |
| Реал Мадрид Кастілья          | Всього  | Всього             | 67        | 33        | —     | —     | —          | —          | —          | —          | 6    | 7     | 73     | 40     |
| Реал Мадрид                   | 2010–11 | Ла-Ліга            | 1         | 1         | 0     | 0     | —          | —          | 0          | 0          | —    | —     | 1      | 1      |
| Реал Мадрид                   | 2011–12 | Ла-Ліга            | 0         | 0         | 1     | 1     | —          | —          | 0          | 0          | —    | —     | 1      | 1      |
| Реал Мадрид                   | Всього  | Всього             | 1         | 1         | 1     | 1     | —          | —          | 0          | 0          | —    | —     | 2      | 2      |
| Гоффенгайм 1899               | 2012–13 | Бундесліга         | 25        | 5         | 0     | 0     | —          | —          | —          | —          | —    | —     | 25     | 5      |
| Айнтрахт (Франкфурт-на-Майні) | 2013–14 | Бундесліга         | 24        | 9         | 2     | 4     | —          | —          | 7          | 1          | —    | —     | 33     | 14     |
| Ганновер 96                   | 2014–15 | Бундесліга         | 30        | 8         | 2     | 2     | —          | —          | 0          | 0          | —    | —     | 32     | 10     |
| Сток Сіті                     | 2015–16 | Прем'єр-ліга       | 22        | 4         | 2     | 0     | 3          | 0          | —          | —          | —    | —     | 27     | 4      |
| Депортіво (Ла-Корунья)        | 2016–17 | Ла-Ліга            | 20        | 5         | 4     | 1     | —          | —          | —          | —          | —    | —     | 24     | 6      |
| Ньюкасл Юнайтед               | 2017–18 | Прем'єр-ліга       | 30        | 4         | 1     | 0     | 1          | 0          | —          | —          | —    | —     | 32     | 4      |
| Ньюкасл Юнайтед               | 2018–19 | Прем'єр-ліга       | 16        | 2         | 3     | 1     | 1          | 0          | —          | —          | —    | —     | 20     | 3      |
| Ньюкасл Юнайтед               | Всього  | Всього             | 46        | 6         | 4     | 1     | 2          | 0          | —          | —          | —    | —     | 52     | 7      |
| Депортіво Алавес              | 2019–20 | Ла-Ліга            | 36        | 11        | 1     | 0     | —          | —          | —          | —          | —    | —     | 37     | 11     |
| Депортіво Алавес              | 2020–21 | Ла-Ліга            | 37        | 11        | 1     | 0     | —          | —          | —          | —          | —    | —     | 38     | 11     |
| Депортіво Алавес              | 2021–22 | Ла-Ліга            | 37        | 14        | 1     | 0     | —          | —          | —          | —          | —    | —     | 38     | 14     |
| Депортіво Алавес              | Всього  | Всього             | 110       | 36        | 3     | 0     | —          | —          | —          | —          | —    | —     | 113    | 36     |
| Еспаньйол                     | 2022–23 | Ла-Ліга            | 34        | 16        | 4     | 1     | —          | —          | —          | —          | —    | —     | 38     | 17     |
| Реал Мадрид                   | 2023–24 | Ла-Ліга            | 32        | 9         | 2     | 2     | —          | —          | 10         | 5          | 2    | 1     | 46     | 17     |
| Загалом                       | Загалом | Загалом            | 458       | 139       | 28    | 12    | 5          | 0          | 17         | 6          | 8    | 8     | 516    | 165    |

1. ↑  Кубок Іспанії, Кубок Німеччини, Кубок Англії
2. ↑  Кубок Футбольної ліги

### Збірна
| Команда  | Рік    | Ігор | Голів |
| -------- | ------ | ---- | ----- |
| Іспанія  |        |      |       |
| 2023 рік | 9      | 5    |       |
| 2024 рік | 1      | 0    |       |
| Всього   | Всього | 10   | 5     |

Станом на 16 листопада 2023
| № | Дата              | Місце проведення                 | Матч | Суперник | Рахунок | Результат | Турнір                     |
| - | ----------------- | -------------------------------- | ---- | -------- | ------- | --------- | -------------------------- |
| 1 | 25 березня 2023   | Ла-Росаледа, Малага, Іспанія     | 1    | Норвегія | 2–0     | 3–0       | Кваліфікація Євро-2024     |
| 2 | 25 березня 2023   | Ла-Росаледа, Малага, Іспанія     | 1    | Норвегія | 3–0     | 3–0       | Кваліфікація Євро-2024     |
| 3 | 15 червня 2023    | Гролс Весте, Енсхеде, Нідерланди | 3    | Італія   | 2–1     | 2–1       | Фінал Ліги націй УЄФА 2023 |
| 4 | 12 вересня 2023   | Лос-Карменес, Гранада, Іспанія   | 6    | Кіпр     | 3–0     | 6–0       | Кваліфікація Євро-2024     |
| 5 | 16 листопада 2023 | Лімасол Арена, Лімасол, Кіпр     | 9    | Кіпр     | 3–0     | 3–1       | Кваліфікація Євро-2024     |

## Досягнення
«Реад Мадрид»
- Чемпіон Іспанії: 2023/24[70]
- Володар Суперкубка Іспанії: 2023/24[71]
- Переможець Ліги Чемпіонів УЄФА: 2023/24

«Аль-Гарафа»
- Володар Кубка Еміра Катару: 2025

Збірна Іспанії
- Переможець Ліги націй УЄФА: 2022/23[72]
- Чемпіон Європи: 2024[73]